# 民族无政府主义

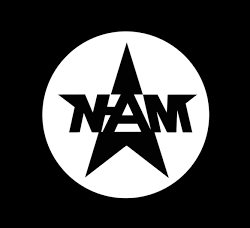
民族无政府主义之星，是民族无政府主义的标志之一。此为民族无政府主义运动旗帜。
其通常使用紫色、黑色或半黑色星型，另一半顏色則表示其另一特定傾向（如紅色表示工团主义，綠色表示環保主義等；或者使用紅色及黑色五角星疊加上凱爾特十字，後者為新納粹、白人民族主義的典型象徵。）

民族无政府主义（英語：National-Anarchism），又译国族无政府主义，是一种激进的反资本主义、反階級的意识形态。其将民族主義与无政府主义相互结合，此外，相同於國家社會主義對社會制度的立場，除支持无国家社会外，同時駁斥並去除无政府主义於社會制度的進步主義立場。另外，有部分民族无政府主义者预言资本主义制度的崩溃，并支持建立由民族共同體構建的自治社区。

## 起源
民族无政府主义这个词可以追溯到1920年代，但在1990年代慢慢重新被重新提起。
1990年，该词被英国新納粹政治活動家特洛伊·索斯盖特再次定义，并重新得到流行。而在德國，最早從1997年由彼得·特普費爾（Peter Töpfer）開始在報紙及印刷品中多次提及「民族無政府主義」一詞，且1999年也開始在網路上宣傳，在其中他提到：
... 民族無政府主義能統合民族主義和無政府主義的「理性本質」（rationalen Kern），並且不須存在共同的領導組織；現代每個民族的無政府主義者都在為了自己而發聲，但他們僅僅代表了全球化下的一個替代方案，因為全球化的形成與目的，並不是要在不同民族之間創造或產生多元文化主義，而是必須在完全相同的民族內進行。
研究民族无政府主义的学者得出的结论是，它代表了新納粹思想的进一步演变，描绘了已經超越「左」和「右」的第三位置主义与无政府主义的复合思维。